# François M. M. Morel

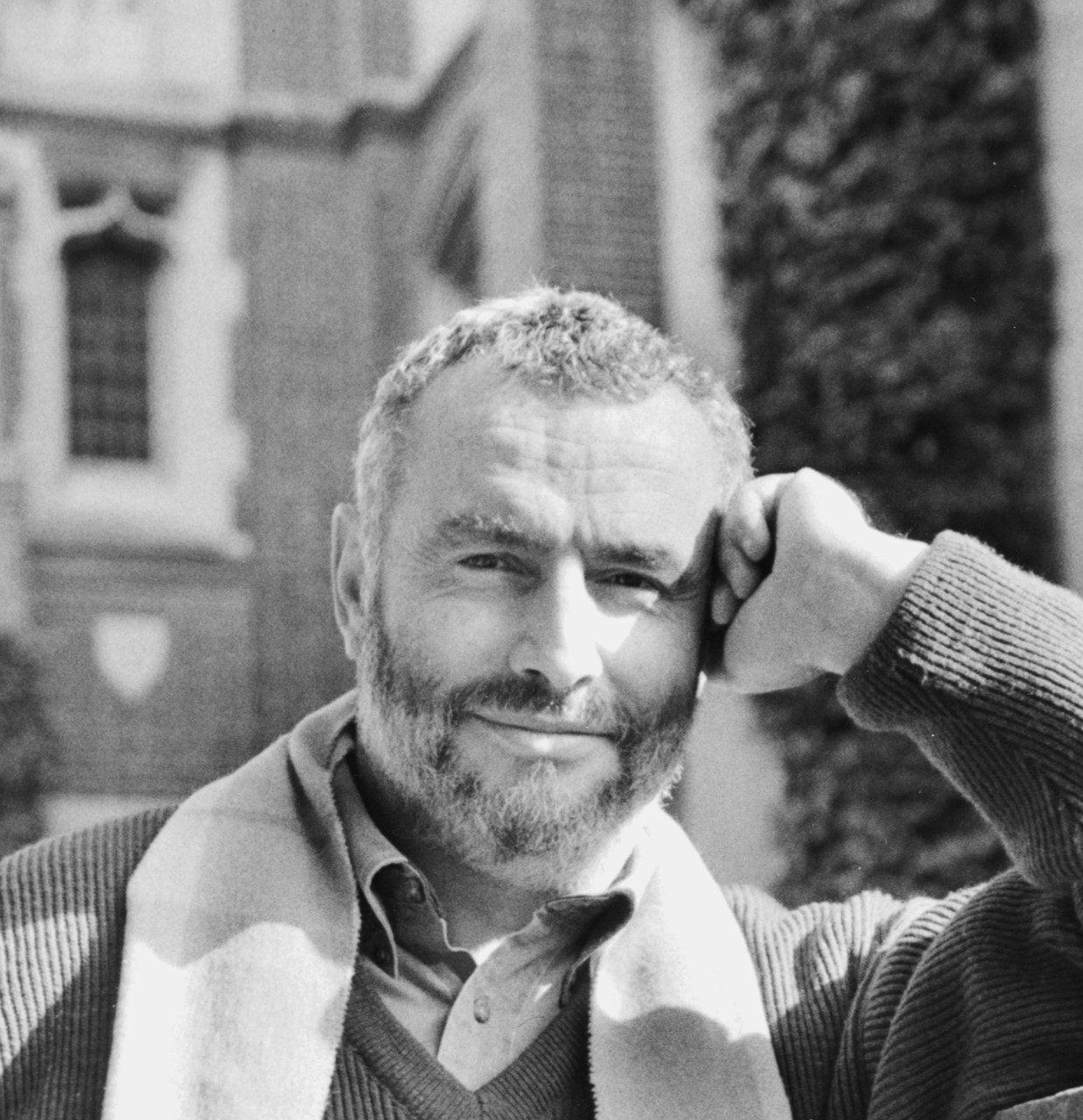

François M. M. Morel (* 11. Februar 1944 in Versailles) ist ein französischer Geowissenschaftler (Umweltchemie, Geochemie, Biochemie). Er ist einer der Begründer des Gebiets der Biogeochemie.

## Leben
Morel studierte an der Universität Grenoble mit der Lizenz in angewandter Mathematik 1966 und dem Diplom als Wasserbauingenieur 1967. Danach ging er als Fulbright Scholar an das Caltech, an dem er 1968 den Master-Abschluss erhielt und 1971 in Ingenieurwissenschaften promoviert wurde. Die Dissertation war über die Chemie roter Blutkörperchen. Als Post-Doktorand entwickelte er am Caltech Computerprogramme zur Berechnung komplexer chemischer Gleichgewichte in der aquatischen Umwelt. Die Programme fanden weite Verbreitung (auch das Minteq-Programm der Environmental Protection Agency ist eine Weiterentwicklung).
1973 wurde er Assistant Professor und später Professor am Massachusetts Institute of Technology (1974 bis 1977 Doherty Junior Professor, 1993/94 Turner Professor) in der Abteilung Bauingenieurwesen und Umwelttechnik. 1994 wurde er Professor für Geowissenschaften an der Princeton University (ab 1996 Albert G. Blanke Professor of Geosciences). Morel war von 1991 bis 1994 dort Direktor des Ralph M. Parsons Laboratory und von 1998 bis 2006 sowie von 2014 bis 2017 Direktor des Princeton Environmental Institute (PEI).
Er war auch Gründer und zehn Jahre Direktor des Center for Environmental Bioinorganic Chemistry (CEBIC) in Princeton, an dem er Biochemiker und Ozeanographen zusammenbrachte.
1982 bis 1995 war er Gastwissenschaftler an der Woods Hole Oceanographic Institution. 1987 bis 1995 war er Gastprofessor an der École Normale Supérieure in Paris und 1986 war er Forschungsdirektor an der École des Mines in Paris und ab 1996 lehrte er auch als Gastprofessor an der Universität Paris VI. 2001 war er Gastprofessor an der Universität Louis Pasteur. 2010 war er Einstein-Professor bei der Chinesischen Akademie der Wissenschaften.

## Werk
Er forscht über die Wechselwirkung von Spurenelementen mit aquatischen Bakterien und Algen und speziell der Rolle von Metallen im globalen Kohlenstoff- und Stickstoffzyklus über Mikroorganismen im Meer und an Land. Dazu untersuchte er welche Metalle Mikroorganismen und speziell Phytoplankton im Meer benötigen und in welcher Form und was toxisch für sie ist. Eine seiner wesentlichen Erkenntnisse war, dass die chemische Verbindung (bzw. der Komplex oder die Ionenform) – die Speziierung – und nicht nur die Konzentration, in der Spurenelemente im Ozean vorhanden sind, von ausschlaggebender Bedeutung sind.
Er erforschte auch die Adsorption von Spurenelementen auf Mineralien, Dynamik von Kolloiden in Wasser, photochemische Reaktionen, Komplexbildung von Metallen mit anorganischen und organischen Verbindungen.
Er entdeckte mit seiner Gruppe das einzige bekannte Cadmium-Enzym, eine Kohlenstoffanhydrase auf Cadmium-Basis, mit dem marines Phytoplankton anorganischen Kohlenstoff für die Photosynthese gewinnt. Davor dachte man das Cadmium als toxisches Metall keine Rolle bei Lebewesen spielt. Seine Entdeckung erklärte die Verteilung von Cadmium in Ozeanen und seine Rolle für die Kontrolle der Vermehrung von Phytoplankton. Das Enzym ist flexibel und kann auch Zink statt Cadmium verwenden. Eine Vermutung von Morel, dass große Diatomeen abhängiger vom Eisen als die viel kleineren Cyanobakterien sind, wurde später durch Felduntersuchungen bestätigt.
Er leitete eine National-Academy-Studie zur Auswirkungen des Klimawandels auf Ozeane über die erhöhte Lösung von Kohlendioxid und entsprechender Übersäuerung. Die Studie kam zum Schluss, dass die Wirkung auf das Leben im Ozean geringer ausfällt und langsamer erfolgt aufgrund der enzymatischen Anpassungsfähigkeit der Mikroorganismen.
Bekannt wurde er auch für Forschung zur Auswirkung von Quecksilberverseuchung im Ozean. Auch hier fand er, dass die chemische Verbindung, in der das Quecksilber vorliegt, von ausschlaggebender Bedeutung ist. Er wies nach, dass im Meer andere Verhältnisse als im Süßwasser vorliegen. Morel fand, dass sich keine wesentliche Änderung der Konzentration von Quecksilber in pazifischem Thunfisch in den letzten 30 Jahren zeigte. Methylquecksilber kann sich nach Morel auf natürliche Weise im Ozean auf dem Meeresboden oder im sauerstoffarmen Pelagial bilden. Seine Expertise war ausschlaggebend bei einer kalifornischen Gerichtsentscheidung von 2006, dass Quecksilber in Meeresfischen und speziell Thunfischen meist natürliche Ursachen habe und somit keine Folge von Umweltverschmutzung sei.

## Mitgliedschaften und Ehrungen
2012 erhielt er den Dickson Prize in Science, 2001 die C. C. Patterson Medal der Geochemical Society, 2010 den Award for Creative Advances in Environmental Science and Technology der ACS und den ENI Environmental Award und 2009 die Urey Medal der European Association for Geochemistry, die Maurice Ewing Medal (2005) der American Geophysical Union. Er ist Mitglied der American Association for the Advancement of Science, der National Academy of Sciences (2009) und des Istituto Veneti di Scienze, Lettre ed Arti und Fellow der Geochemical Society und American Geophysical Union. 2009 erhielt er den Distinguished Alumni Award des Caltech.

## Schriften
Bücher:
- mit Janet G. Hering: Principles and Applications of Aquatic Chemistry, Wiley-Interscience. 2. Auflage. 1993, ISBN 0-471-54896-0. (erste Auflage mit Morel als alleiniger Autor unter dem Titel Principles of aquatic chemistry. 1983)
- mit David Dzombak: Surface Complexation Modeling: Hydrous Ferric Oxide. Wiley-Interscience, 1990.

Aufsätze (Auswahl):
- mit M. A. Anderson: The influence of aqueous iron chemistry on the uptake of iron by the coastal diatom Thalassiosira weissflogii. In: Limnology and Oceanography. Band 27, 1982, S. 789–813.
- mit R. P. Mason und W. F. Fitzgerald: The biogeochemical cycling of elemental mercury: anthropogenic influences. In: Geochimica et Cosmochimica Acta. Band 58, 1994, S. 3191–3198.
- mit J. R. Reinfelder u. a.: Zinc and carbon co-limitation of marine phytoplankton. In: Nature. Band 369, 1994, S. 740.
- mit R. P. Mason und J. R. Reinfelder: Bioaccumulation of mercury and methylmercury. In: Water, Air, and Soil Pollution. Band 80, 1995, S. 915–921.
- mit A. M. L. Kraepiel und M. Amyot: The chemical cycle and bioaccumulation of mercury. In: Annual Review of Ecology and Systematics. Band 29, 1998, S. 543–566.
- mit U. Riebesell u. a.: Reduced calcification of marine plankton in response to increased atmospheric CO2. In: Nature. Band 407, 2000, S. 364.
- mit T. W. Lane: A biological function for cadmium in marine diatoms. In: Proceedings of the National Academy of Sciences USA. Band 97, 2000, S. 4627–4631.
- mit N. M. Price: The biogeochemical cycles of trace metals in the oceans. In: Science. Band 300, 2003, S. 944–947.
- mit T. W. Lane: Biochemistry: a cadmium enzyme from a marine diatom. In: Nature. Band 435, 2005, S. 42.